# 日本地図センター
一般財団法人日本地図センター（にほんちずセンター）とは、元国土交通省国土地理院所管の一般財団法人である。

## 事業
- 地理空間情報に関する事業 - 国土地理院などの地図の販売、測量成果である地図の検定、一般向けの「地理文化講演会」や「地図ふぇす」、「夏休み地図教室」また、国土地理協会と共催で「地図地理検定」などを実施している。実務経験者を対象とした「マップ・リーダー研修会」「マップ・リーダーフォローアップ研修会」も実施している。2017年度からは、文部科学省認定の「教員免許状更新講習」を実施している。
- スマホ地図アプリ「時層地図」や各種単行本、月刊「地図中心」を発行。同誌は2015年4月号より割安のデジタル版も刊行されている。下記の「地図倶楽部」会員になるなどの方法で読むことができる。
- 2016年3月、地図愛好家のための会員制組織「地図倶楽部」を発足。イベントへの優先参加や「地図中心」を割安で購読できるなどの特典がある。